# Butterfly Caught
 Butterfly Caught  — це другий і останній сингл гурту «Massive Attack», з альбому 100th Window, який був виданий літом 2003 року.

## Композиції
1. Butterfly Caught (Album Version) 	7:33
2. Butterfly Caught (Paul Daley Remix) 	5:58
3. Butterfly Caught (Octave One Remix) 	7:17
4. Butterfly Caught (RJD2 Remix) 	4:26
5. Butterfly Caught (Jagz Kooner Remix) 	6:06
6. Butterfly Caught (Version Point Five) 	5:45
7. Butterfly Caught (Відео)	4:23